# Professor-Niklas-Medaille
Die Professor-Niklas-Medaille ist die höchste Auszeichnung, die das deutsche Bundesministerium für Ernährung und Landwirtschaft zu vergeben hat. Die Medaille trägt den Namen des ersten Landwirtschaftsministers der Bundesrepublik Deutschland Wilhelm Niklas.
Die Professor-Niklas-Medaille, die in Gold oder in Silber verliehen wird, soll Personen ehren, die sich um die Ernährung und Landwirtschaft besonders verdient gemacht haben.
Als erster Landwirtschaftsminister der jungen Bundesrepublik hielt er die Ernährungssicherung und die Steigerung der Nahrungsmittelproduktion für die zentrale Frage der deutschen Landwirtschaft. In die Amtszeit von Niklas fielen auch die ersten, mit großer Skepsis aufgenommenen Gespräche bezüglich einer neuen europäischen Agrargemeinschaft.

## Jüngste Preisverleihungen (Auswahl)
- 2024: Jürgen Heß, Petra Bentkämper, Thomas Domin und  Brigitte Rusche[2]
- 2023: Ulrike Arens-Azevêdo, Thomas Mettenleiter und Felix Prinz zu Löwenstein[3]
- 2022: Kathrin Muus, Myriam Rapior, Peter Strohschneider und Georg-Sebastian Sperber[4]
- 2021: Almuth Einspanier, Heiner Sindel, Carina Dünchem
- 2020: Jörg Hartung, Stefanie Peters, Gabriele Mörixmann, Johann Georg Goldammer
- Oktober 2019: Peter Maske, ehemaliger Präsident des Deutschen Imkerbundes
- 2019: Cornelia Weltzien, Tim Mälzer
- 2018: Carl-Albrecht Bartmer, Jutta Zeisset, Hartwig de Haen
- September 2017: Petra Wernicke, ehemalige Ministerin für Landwirtschaft und Umwelt Sachsen-Anhalt
- 2017: Klaus Töpfer, Norbert Schindler, Gert Lindemann
- 2016: Franz Fischler, Hildegard Przyrembel, Wolfgang von Geldern, Peter Hahn, Leo Blum
- 2015: Peter Harry Carstensen, Ines Heindl, Barbara Methfessel, Willy Boß, Hans Schenkel
- Oktober 2013: Helmut Born, Generalsekretär des Deutschen Bauernverbandes
- September 2013: Helmut Claas, Firma Claas Landtechnik
- Oktober 2012: Michael Windfuhr, stellvertretender Direktor des Deutschen Institutes für Menschenrechte
- September 2012: Gerd Sonnleitner, ehemaliger Präsident des Deutschen Bauernverbands
- Juni 2012: Rolf Meyer, ehemaliger Generalsekretär des Deutschen Raiffeisenverbandes
- Januar 2011: Hans-Jörg Koch, Dozent für Weinrecht  und an der Johannes Gutenberg-Universität in Mainz
- April 2010: Jochen Borchert, ehemaliger Bundesminister für Ernährung und Landwirtschaft
- Februar 2010: Renate Schoene, Autorin der Bibliographie zur Geschichte und Kultur des Weines
- Mai 2009: Fritz Köhne, Präsident des Bundesverbandes der Deutschen Fleischwarenindustrie
- Mai 2009: Geert Janssen, Vorstand einer Unternehmensgruppe der Fleischwirtschaft
- November 2008: Hermann Ilaender, Ehrenvorsitzender des Deutschen Forstwirtschaftsrates